# Leontocebus nigricollis graellsi
Leontocebus nigricollis graellsi é uma subespécie de primata do Novo Mundo que ocorre no Equador, Colômbia e Peru. Ocorre ao sul do rio Putumayo e oeste do rio Santiago e leste da cordilheira dos Andes. Originalmente era tratado como subespécie de Saguinus nigricollis.